# 수이푸시

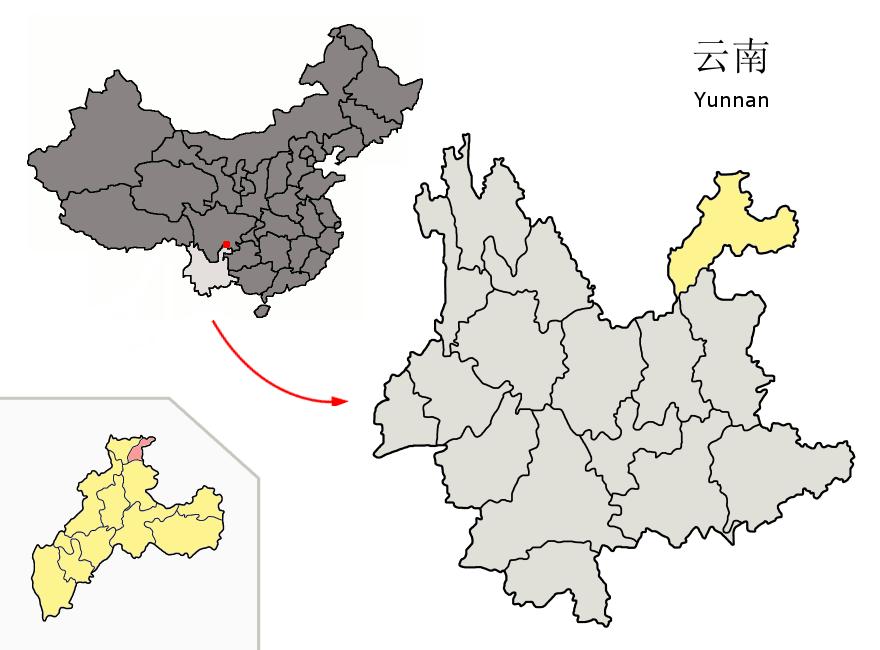
수이푸 현의 위치

수이푸시(한국어: 수부시, 중국어: 水富市, 병음: Shuǐfù Shì)은 중화인민공화국 윈난성 자오퉁 시의 현급 행정구역이다. 넓이는 319km2이고, 인구는 2007년 기준으로 100,000명이다.

## 역사
수이푸의 역사는 25년 밖에 되지 않았다. 예전에는 쓰촨성에 속해있었으나 현재는 윈난 성에 속해있다.

## 농업
쌀, 옥수수, 배를 재배한다.

## 교통
마을 외곽에 기차역이 있다. 진사강이 이곳을 통과한다. 많은 길들이 마을로 연결되어있고 2006년부터 거대한 고속도로가 건설 중이다.

## 행정 구역
13개 가도, 3개 진을 관할한다.
- 가도: 云富街道.
- 진: 向家坝镇, 太平镇, 两碗镇.